# ジェームス・ボーナム
ジェームス・バトラー・ボーナム（James Butler Bonham, 1807年2月20日 - 1836年3月6日）は、19世紀のアメリカの軍人。テキサス革命でのアラモの戦いで死亡した。

## 若年期
ジェームス・ボーナムは1807年2月20日、サウスカロライナ州レッドバンク(現在のサルーダ)近辺で、父ジェームスと母ソフィアの息子として生まれた。彼の両親はアメリカ独立戦争の直後にメリーランド州からサウスカロライナに移住し、農園主に落ち着いた。最近の形跡では、アラモ砦の司令官だったウィリアム・トラヴィスとまたいとこの関係であったことを示す。たとえ関係がなかったにしても、彼らは確かに幼年期の間お互いに知っていた。同じサウスカロライナの郡で成長し、ボーナムの家族とともに同じ教会へ通った。ジェームスのいとこは、カンザス・ネブラスカ法の草案を作った政治家、アンドリュー・ピッケンス・バトラーである。
ボーナムは1824年にサウスカロライナ大学に入学した。1827年、彼が四年の時に、厳しい出席規則と学校の下宿の食事の改善を求める学生運動の先頭に立ち、退学させられた。1830年には、ペンドルトンで弁護士を開業したが、彼の依頼人の一人を侮辱した別の弁護士をムチで打った咎で法廷侮辱罪に問われた。立腹しているその弁護士に対して謝罪するよう、座っている判事に命じられたがこれを拒否し、判事の鼻をひねるぞと脅した。ボーナムは即座に法廷侮辱罪で90日間の判決を下された。
1832年、ボーナムはジェームス・ハミルトン・ジュニア知事の補佐として務めた。ボーナムの火のような気質で、アンドリュー・ジャクソンとワシントンの政治家たちを非難する刀とピストルを振り回すことになった。大胆かつ率直な態度のため、彼は中佐の地位に就いた。同時に彼はチャールストンの銃会社のキャプテンを務めた。
1834年10月、彼はかつて家族と住んでいたアラバマ州モンゴメリーに移った。その後彼はモービルへ行き、モービル・グレイズと呼ばれる民兵騎馬隊の一団を組織するのを支援した。その小さな軍は、1835年11月後半にテキサス州サンフェリペへ向かい、そこでボーナムは、12月3日、テキサス騎兵隊の中尉として任命された。

## テキサスとアラモ砦
1835年10月17日、ボーナムは独立テキサスを支援する集会を開いた。その3日後、モービル市民は、個人的にテキサスの独立を支援する決意をサミュエル・ヒューストンに届ける役にボーナムを選出した。ボーナムは1835年11月にテキサスに到着した。12月1日、彼はサンフェリペから、テキサスのために任務を志願し、代わりの報酬や土地や糧食はすべて拒否する旨の手紙をヒューストンに宛てた。12月20日、彼はテキサス騎馬隊の少尉に任命された。1836年1月11日、ヒューストンはジェームス・W・ロビンソンに、ボーナムを少佐の地位に上げることを勧めた。ボーナムは伝説的な開拓者、ジム・ボウイに同伴し、テキサス人によって再開拓されていたアラモとして知られる元カトリック伝道所の場所、サンアントニオ・デ・ベハルへと向かった。ボーナムは、アラモ司令官のウィリアム・トラヴィス中佐への信頼のおけるメッセンジャーとなった。
ボーナムは2月16日にアラモを出発し、現地司令官のジェームス・ファニンを納得させるためにゴリアドへ向かった。アントニオ・ロペス・デ・サンタ・アナ将軍がメキシコの大軍とともに接近しているという持続した噂で、ファニンが彼の部隊をサンアントニオに向かわせるためだったのだが、ファニンは拒否し、あるソースによると、ボーナムはアラモに戻ったかもしれないことを示唆している。これらの説明では、2月20日にボーナムが、より多くの軍を探すために、ビクトリアやその他の町へ再び旅立ったとしていて、他の説明によると、これらの二つの旅をひとつの任務として結合している。
3月初めまでに、サンタ・アナの軍隊による2週間近くの包囲戦の後、ボーナムはメキシコ軍騎兵隊の巡回路を回避し、3月3日にはアラモに戻った。この時ボーナムは、ロバート・マクアルペン・ウィリアムスンがトラヴィスに宛てた最後のメッセージを持っており、トラヴィスの支援を受けたことと持ちこたえるように求めていた。ボーナムは、しばしばファニン大佐がトラヴィスの援助に来なかったというニュースをもたらしたとしてしばしば間違って記憶されている。
サンタ・アナの軍がアラモ砦を強襲した1836年3月6日に、ボーナムは死亡した。伝えられているところによると、チャペルの内部で大砲を発射している時に死んだという。彼の遺体は、多くの守備兵とともに火葬用のまきで燃やされたと推定されている。